# Торії Кійонобу Молодший
Торії Кійонобу Молодший або Кійонобу II (*鳥居清信, бл. 1702  —11 травня 1752) — японський художник періоду Едо.

## Життя та творчість
Походив з роду Торії, відомих художників. Син Торії Кійонобу Старшого. на думку низки дослідників Кійонобу Молодший і Торії Кійомасу II був однією особою. Він очолив художню школу Торії у 1725 році, коли його батько відійшов від справ. До початку 1740-х років сторював чорно-білі гравюри, потім став працювати в техніці бенізурі-е з рожевим і зеленим кольорами.
Був плідним автором гравюр з зображенням акторів театру кабукі, театральних афіш, головним чином у вузькому форматі «хособан», з якого він виготовив принаймні 300 гравюр для близько 20 різних видавництв. Також Торії Кійнобу Молодший створив 10 гравюр в інших форматах.
Крім того, є автором декількок аркушів у жанрі бідзінга (зображення красунь), сюнґа (еротичні сцени), 1 картина з зображення тварин (кахо-е), аркуш з перспективою відтиску, де представлено корейську делегацію (укі-е), 8 гравюр в серії видів Едо у жанрі харібако-е. Також відомі ілюстрації до 11 книг. Крім того, створив сувій для монастиря Сайдай в префектурі Нара.